# Logit

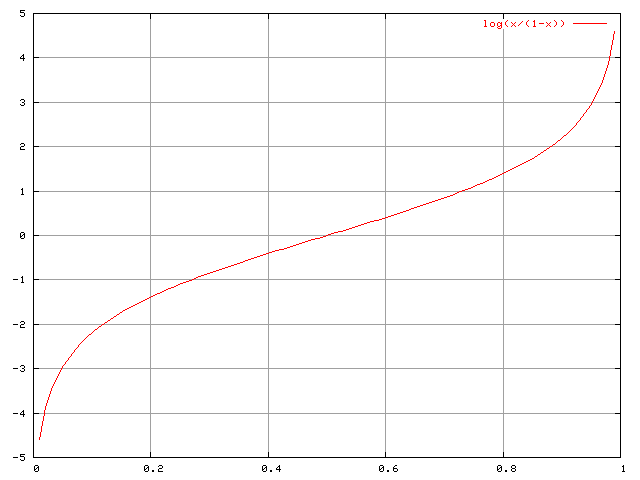

In matematica e in statistica la funzione logit è una funzione definita sull'intervallo {\displaystyle (0,1),} tipicamente valori rappresentanti probabilità. Viene definita come:
{\displaystyle \operatorname {logit} (p)=\ln(p)-\ln(1-p)=\ln \left({\frac {p}{1-p}}\right),}
dove {\displaystyle \ln } è il logaritmo naturale e {\displaystyle {\frac {p}{1-p}}} è detto odds.
La funzione {\displaystyle \operatorname {logit} \colon (0,1)\to \mathbb {R} } è invertibile e la sua inversa è la funzione sigmoide:
{\displaystyle \operatorname {logit} ^{-1}(x)={\frac {e^{x}}{1+e^{x}}}.}
La funzione logit trova applicazione nella regressione logistica e nella variabile casuale logistica.

## Storia
La funzione logit venne introdotta da Joseph Berkson nel 1944 che coniò il termine. Il termine è analogo al simile probit introdotto da Chester Ittner Bliss nel 1934. Successivamente, nel 1949, G. A. Barnard coniò il termine log-odds che indica il logit della odds di probabilità di un evento.